# Loyola (vár)
Loyola vára Loyolai Szent Ignác szülőhelye a baszkföldi Azpeitia városa mellett.

## Fekvése
Zumayából Cestonán keresztül juthatunk Azpeitiába, majd innen a Monasterio de Loyolához. Azpeitia Baszkföldön, Vitoriától északkeletre, San Sebastian Donostia kikötővárostól délnyugatra található.
Az alig 10 000 lakosú festői kisvárostól 2 km-re délre, az Urola folyó mellett fekszik a Santuario de San Ignacio de Loyola.

## Története
Mária Anna, az osztrák származású spanyol királyné vásárolta meg a szent családjától a birtokot, ahol a későbbi szent szülőháza állt, és a jezsuita rendnek adományozta. 
A monostor építkezései 1689-ben kezdődtek meg a római Fontana tervei alapján. 

## Leírása
Az épületkomplexum alaprajza felrepülni készülő stilizált sasra emlékeztet. A madár teste a központi épület, a templom. A bejárat a madár feje. A Casa Santa – az egykori szülőház – a de Recalde tornya és a kollégium a madár két szárnya. 
A hatalmas, puritán homlokzatú épületegyüttes templomának kiemelkedő kupolája szinte egy kisebb Escorial képzetét kelti. A barokk jellegű templom oszlopos porticusa előtt kapott helyet a szent szobra. A kör alakú belsőterű templom felett nyolc oszlop tartja az 56 m magas, 21 m átmérőjű kupolát. A templomban az ezüst oltár Zuloaga alkotása.
A félig-meddig lakótorony jellegű Casa Solariegában, a Casa Santában jött világra Ignác. E 14. századi épületben helyezték el azt a két szobrot, amelyek Ignácot mint katonát és mint sebesültet ábrázolják.
A lépcsőfeljáratot a szent életéből vett jelenetek díszítik. Az emeleten, a cédrusfából készült mennyezetű hajdani szalonban helyezték el a családi emlékeket. Abban a szobában, ahol a szent született, egy 16. századból való faliképet, az egykori oratóriumban pedig Borgia Szent Ferencet ábrázoló képet láthatjuk. Utóbbit Katolikus Izabella ajándékozta a rendnek. 
A második emeleten van az a szoba, ahol a későbbi szent átélte vízióit. Itt látható halotti maszkja és az egyik ujját őrző ereklyetartó. A szoba ma kápolna, oltára vasból és aranyból készült, lapis lazuli díszíti.